# Brachyrhopala grandis
Brachyrhopala grandis är en tvåvingeart som beskrevs av Clements 2000. Brachyrhopala grandis ingår i släktet Brachyrhopala och familjen rovflugor. Inga underarter finns listade i Catalogue of Life.